# Anthophora hispanica
Anthophora hispanica är en biart som först beskrevs av Fabricius 1787. Den ingår i släktet pälsbin och familjen långtungebin. Inga underarter finns listade i Catalogue of Life.

## Beskrivning
Arten är ett stort bi med en kroppslängd på 18 till 21 mm för hanar, 19 till 20 mm för honor. Ansiktet är övervägande gult, medan grundfärgen i övrigt är svart. Mellankroppen och tergit 1 till 2 (ovansidans bakkroppssegment) har rödbrun päls, medan pälsen på resten av bakkroppen är svart. Vingarna är svagt färgade med svarta ribbor.

## Ekologi
Som alla i släktet är arten ett solitärt bi och en skicklig flygare som föredrar torra klimat. I Israel är arten ett ökenbi som förekommer i Negev fram till kustområdena norr därom. I det landet flyger den mellan mars och april. I Egypten, där den förekommer i norr, varar flygperioden från mars till april. Anthophora hispanica besöker gärna ökenväxter, som snokörten Echium angustifolium, blåsenapen Moricandia nitens, syskan Stachys aegyptiaca och vedeln Astragalus spinosus.

## Utbredning
Arten förekommer i Turkiet, Israel, Egypten och Syrien. Den har även påträffats i Spanien och Portugal.